# قائمة كليات العلاج الطبيعي في مصر

## كليات حكومية
- كلية العلاج الطبيعي (جامعة القاهرة)
- كلية العلاج الطبيعي (جامعة بني سويف)
- كلية العلاج الطبيعي (جامعة كفر الشيخ)
- كلية العلاج الطبيعي (جامعة جنوب الوادي)
- كلية العلاج الطبيعي (جامعة بنها)
- كلية العلاج الطبيعي (جامعة السويس)

- كلية العلاج الطبيعي (جامعة بورسعيد)

## كليات خاصة
- كلية العلاج الطبيعي(جامعة الصالحية الجديدة)
- كلية العلاج الطبيعي (جامعة 6 أكتوبر)[1]
- كلية العلاج الطبيعي (جامعة سيناء)[2]
- كلية العلاج الطبيعي (جامعة الأهرام الكندية)
- كلية العلاج الطبيعي (الجامعة الحديثة)[3]
- كلية العلاج الطبيعي (جامعة الدلتا)
- كلية العلاج الطبيعي (جامعة هليوبوليس)[4]
- كلية العلاج الطبيعي (جامعة حورس)
- كلية العلاج الطبيعي (جامعة بدر)
- كلية العلاج الطبيعي (جامعة فاروس)
- كلية العلاج الطبيعي (الجامعة المصرية الصينية)
- كلية العلاج الطبيعي (جامعة النهضة)
- كلية العلاج الطبيعي (جامعة ميريت)[5]
- كلية العلاج الطبيعي (جامعة دراية)
- كلية العلاج الطبيعي (جامعة مصر للعلوم و التكنولوجيا)[6]
- كلية العلاج الطبيعي (جامعة سفنكس)
- كلية العلاج الطبيعي (جامعة مايو)
- كلية العلاج الطبيعي (جامعة هيرتفوردشاير)[7]
- كلية العلاج الطبيعي (جامعة الجلالة)
- كلية العلاج الطبيعي (جامعة سفنكس)
- كلية العلاج الطبيعي (جامعة السلام)